# George Mack
George Mack (Hollywood, Califórnia, 21 de julho de 1968) é um ex-automobilista norte-americano.
Filho do ex-piloto Lloyd Mack, disputou apenas uma temporada na IndyCar(até então IRL), a de 2002.
Pilotando um G-Force-Chevrolet da equipe 310 Racing, Mack tornou-se o segundo afro-americano como rookie(novato)(o primeiro foi Willy T. Ribbs que disputara duas vezes a famosa prova - 1991 e 1993). Classificando o carro em 32º lugar, todavia Mack teve a sua presença na tradicional corrida ameaçada por conta de uma labirintite, mas os médicos deram o aval positivo no último instante e ele largou com dois veteranos ao seu lado: Greg Ray, campeão da antiga IRL em 1999 e pole position das 500 Milhas de Indianápolis de 2000, e Mark Dismore, 3º colocado na mesma temporada. Ele teve como resultado o 17º lugar, completou 198 voltas das 200 da Indy 500 e não abandonou a Indy 500. Seu melhor resultado na temporada completa de 2002 da IRL foi um 13º em Homestead e em Pikes Peak. Encerrou a temporada de 2002 da IndyCar em 17º lugar com 184 pontos marcados.
Sem chances de continuar na IRL para 2003, o piloto mudou seu foco para a NASCAR, e chegou a ter sua participação na Truck Series cogitada, para defender a Curry Racing, informação negada pelo próprio. Fora das pistas, chegou a participar do reality-show "Blind Date", onde namorou uma garota conhecida por "Q", numa referência ao célebre personagem James Bond.

## Carreira na Indycar

### Resultados na IndyCar
| Ano  | Equipe     | 1      | 2      | 3      | 4      | 5       | 6      | 7       | 8      | 9      | 10     | 11     | 12     | 13     | 14     | 15     | Posição | Pontos |
| ---- | ---------- | ------ | ------ | ------ | ------ | ------- | ------ | ------- | ------ | ------ | ------ | ------ | ------ | ------ | ------ | ------ | ------- | ------ |
| 2002 | 310 Racing | HMS 13 | PHX 20 | FON 16 | NZR 18 | INDY 17 | TXS 21 | PPIR 13 | RIR 20 | KAN 18 | NSH 15 | MIS 20 | KTY 17 | STL 16 | CHI 14 | TX2 28 | 16º     | 184    |

#### Resultados de George Mack nas500 Milhas de Indianápolis
| Ano  | Chassi  | Motor     | Classificação | Resultado | Equipe     |
| ---- | ------- | --------- | ------------- | --------- | ---------- |
| 2002 | G-Force | Chevrolet | 32º           | 17º       | 310 Racing |